# Никола Селвели
Никола Димитров Селвели (Селвили) е български юрист от XIX – XX век, член на Върховния касационен съд, председател на Русенския апелативен съд. 

## Биография
Роден е през 1858 г. в Русе. Получава начално образование в родния си град, а гимназиално и висше юридическо – в Париж, Франция.
След завръщането си в България заема последователно следните длъжности: началник на отделение в Министерството на правосъдието, член на Русенския окръжен съд (1886 – 1887), член на Русенския апелативен съд (1887 – 1892), началник на отделение при Министерство на правосъдието (1892), прокурор при Търновския апелативен съд (1892 – 1893), подпредседател (1893 – 1894) и председател на Русенския апелативен съд (1894 – 1895), член на Върховния касационен съд (1895). За да бъде в родния си град, той се оттегля от тази длъжност и се връща в Русе като  председател на Русенския апелативен съд (1895 – 1908).
От 1895 г. до смъртта си е сътрудник на списание „Юридически преглед“ и „Юридическо списание“. Автор на книгите „За несъстоятелността и банкрутството“ (Русе, 1899, 205 стр.) и „Български търговски закон. За менителниците, записите на заповед и чековете“ (Русе, 1904, 388 стр.) 
Умира на 26 декември 1908 г. в Русе.